# 臺灣鄭氏始末
《臺灣鄭氏始末》為中國清代史家沈雲所撰寫的史書，記載臺灣鄭氏王朝時代的歷史，編年體例，全六卷。
撰者沈氏於序中提及，本書係參考江日昇《臺灣外記》的記載，並將其刪減其中「傳疑」內容、改小說為編年體例，將之整理成冊。

## 相關
- 《臺灣外記》

## 註解
1. ↑  沈雲，《臺灣鄭氏始末》，自序：「道光丙申歲，餘在京師，從藏書家假得閩人江日升台灣紀事本末四十九篇。敘天啟甲子歲鄭芝龍倡亂、至康熙癸亥其曾孫克塽投誠而止；凡十數萬言，頗為詳盡。惜體類小說，辭不雅馴。餘因參考他書，刪其繁蕪，加以潤色。其事跡年月有不合者，則姑仍之。蓋疑以傳疑，古人所尚，自非身親目接者固未見彼之為是、而此之為非也。」

## 外部連結
- 臺灣鄭氏始末 - 中國哲學書電子化計劃維基 （页面存档备份，存于）